# MicroProse Soccer
MicroProse Soccer (auch: Keith Van Eron’s Pro Soccer) ist ein Computerspiel von MicroProse Software, welches im Jahr 1988 für den Heimcomputer Commodore 64 erschien und in der Folge auf andere Systeme portiert wurde.
2021 veröffentlichte Ziggurat Games MicroProse Soccer erneut auf Steam.

## Spielprinzip
Es sind zwei Versionen erhältlich, eine American (Indoor) und eine European (Outdoor). Im Gegensatz zur European Version wird bei der American Version ausschließlich mit US-Teams in der Halle gespielt.
MicroProse Soccer wird in der Draufsicht gespielt. Tore werden (je nach Einstellung) in einer Wiederholungssequenz noch einmal gezeigt, zuvor wird eine Videorekorder-Rückspul-Animation eingespielt.
Es gibt die Möglichkeit Bananenflanken zu schießen, Fallrückzieher durchzuführen, beim Torschuss anzuschneiden und den Ball per Grätsche zurück zu erkämpfen. Da eine Foulspiel-Mechanik fehlt, werden auch Blutgrätschen nicht geahndet. Das Wetter hat Einfluss auf das Spiel.

## Entwicklung
Microprose bot einen großzügigen Vorschuss, forderte jedoch eine Namensänderung und drängte auf die in Nordamerika populäre Hallenvariante. Das Spiel, insbesondere die Perspektive und Größe der Sprites, wurde stark an Tehkan World Cup angelehnt. Dort war die Bananenflanke bereits enthalten, ging jedoch auf einen Programmfehler zurück. Mit Sensible Soccer wurde das Konzept weiter verfeinert.
Neben dem Spiel sind einige inoffizielle Versionen der italienischen Gruppe AEG Soft erschienen, wie zum Beispiel USA 94. In diesen Versionen sind die Teams der jeweiligen Weltmeisterschaft enthalten und oftmals auch das offizielle Logo.

## Rezeption
Microprose Soccer besäße kleinere Mängel. Es sei grafisch aufwendiger als das preisgünstigere Supercup Football. Die Portierungen auf Amiga-, ST-, Amstrad- und Spectrum seien enttäuschend. Die Umsetzung für den PC hingegen zeige hingegen liebevolle Grafiken und flüssiges Scrolling. Die Geräuschkulisse sei piepsig, aber stimmungsvoll.
Retrospektiv setzte Microprose Soccer auf dem C64 Maßstäbe. Es besaß ein hohes Spieltempo und mehr Varianz als etwa International Soccer.